# Cure Magazine
Cure (オフィシャル?) es una revista japonesa publicada mensualmente dedicada al estilo y moda del visual kei en Japón. El tema principal de la revista, es presentar un joven grupo de visual kei (por lo general grupos en busca de ganar una enorme popularidad y/o trasladarse a grandes discográficas) y las nuevas tendencias en este género. Cada publicación cuenta con un demo de sus primeras grabaciones del grupo en un CD y un DVD de sus entrevistas, discursos y opiniones de trabajo. La revista escribió y distribuyó las primeras grabaciones de grupos como: -OZ-, Kra y Ayabie.
Desde hace algún tiempo la revista se publicó por primera vez en inglés en los Estados Unidos.